# Gerinctelenek

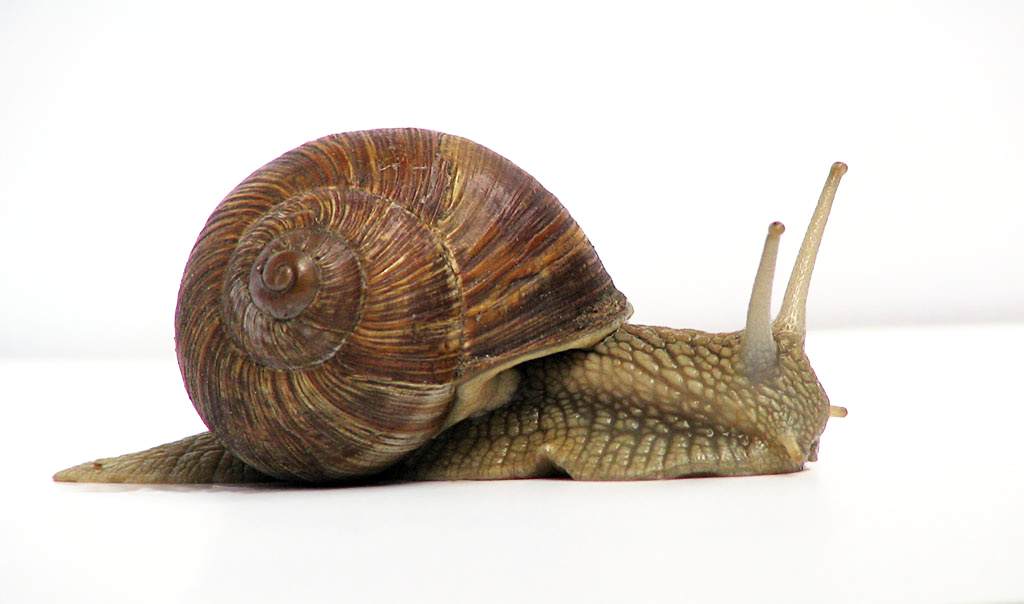
Éticsiga (Helix pomatia)

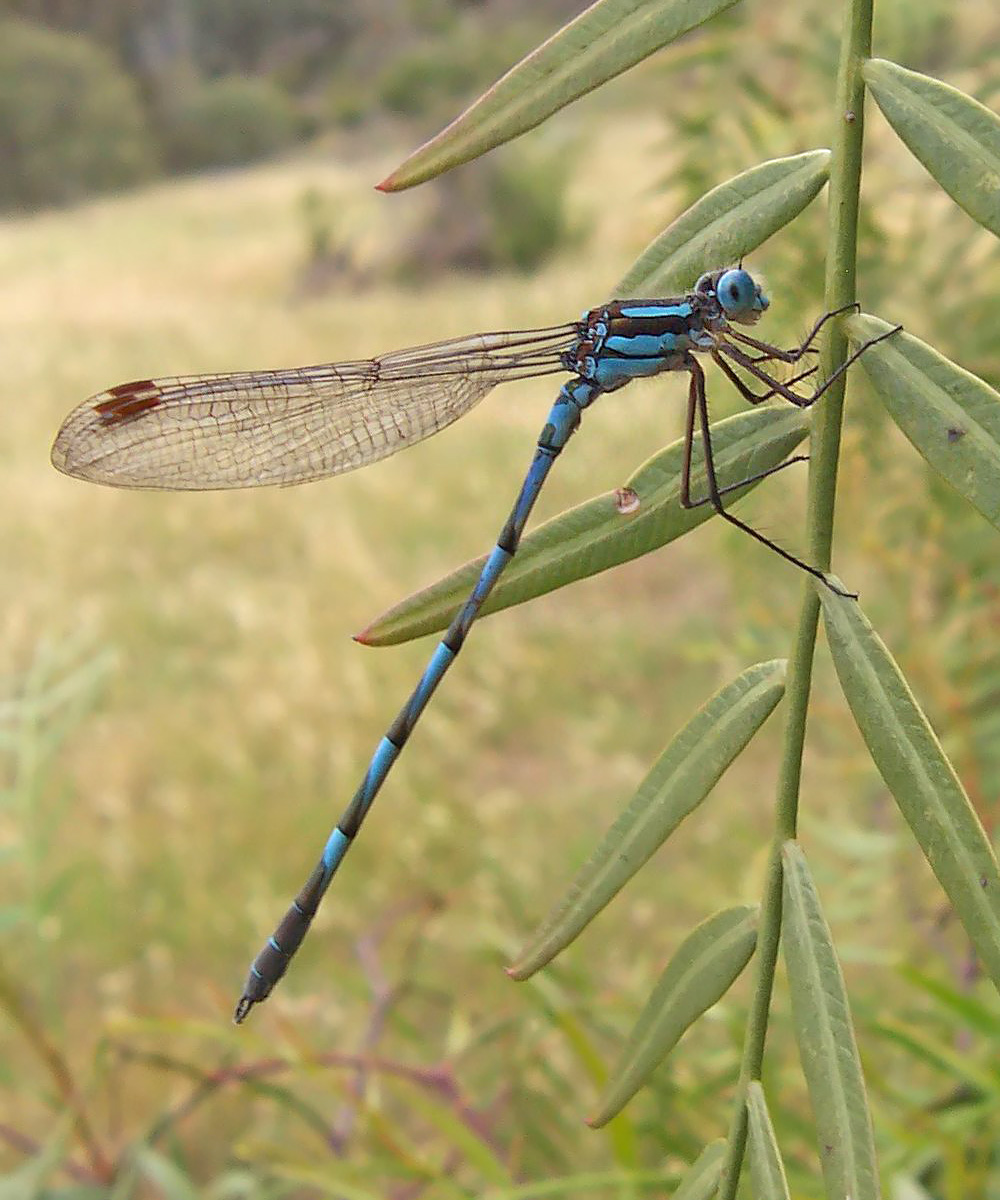
Kéksávos légivadász (Enallagma cyathigerum)

A gerinctelenek azon állatok gyűjtőneve, melyek nem rendelkeznek a gerincesekre (Vertebrata) jellemző gerinccel, illetve szilárd belső vázzal. A „gerinctelen” kifejezés tehát egy viszonylag szűk rendszertani csoportból való kizárást jelent, ami nem felel meg a tudományos meghatározás kritériumainak, vagyis a kifejezés nem tudományos, hanem köznyelvi fogalmat takar.

## A gerinctelenek nagyobb csoportjai
- Csalánozók (Cnidaria)
- Bordásmedúzák (Ctenophora)
- Kétoldali szimmetriájú állatok (Bilateria)
- Ősszájúak (Protostomia)
- Spirális bordázódású állatok (Spiralia)
  - Laposféregszerűek (Platyzoa)
  - Laposférgek (Platyhelminthes)
  - Kerekesférgek (Rotifera) vagy (Rotatoria)
  - Buzogányfejű férgek (Acanthocephala)
  - Csillóshasúak (Gastrotricha)
  - Nyílférgek (Chaetognatha)
  - Gnathostomulida
  - Micrognathozoa
  - Cycliophora
  - Tapogatós-csillókoszorús állatok (Lophotrochozoa)
  - Puhatestűek (Mollusca)
  - Fecskendőférgek (Sipuncula) vagy (Sipunculida)
  - Ormányosférgek (Echiurida)
  - Gyűrűsférgek (Annelida)
  - Zsinórférgek (Nemertea)
  - Nyelesférgek (Entoprocta)
  - Pörgekarúak (Brachiopoda)
  - Mohaállatok (Bryozoa)
  - Csöves tapogatósok (Phoronida)
  - Övesférgecskék (Kinorhyncha)
  - Farkosférgek (Priapulida)
  - Fonálférgek (Nematoda)
  - Húrférgek (Nematomorpha)
  - Karmos féreglábúak (Onychophora)
  - Medveállatkák (Tardigrada)
  - Ízeltlábúak (Arthropoda)
- Az újszájúak (Deuterostomia) közül:
  - Tüskésbőrűek (Echinodermata)
  - Félgerinchúrosok (Hemichordata)
  - Előgerinchúrosok (Tunicata)

## Lásd még
- Gerincesek